# Патті Мурін
Патті Мурін (англ. Patti Murin, нар. 28 вересня 1980, Гоупвелл-Джанкшен, Нью-Йорк, США) — американська акторка, співачка і танцюристка. На Бродвеї зіграла головну роль у «Лісисрата Джонс» (2011), також грала повторювану роль докторки Ніни Шор у медичній драмі NBC «Медики Чикаго» з 2016 по 2019.

## Біографія
Мурін народилася і виросла в Гоупвелл-Джанкшен (Нью-Йорк), і відвідувала Університет Сіракуз, де закінчила музичний театр.
19 червня 2015 року одружилася з Коліном Доннеллом. У лютому 2020 року стало відомо про її вагітність, 14 липня народила дочку Сесілі Філіпс Доннелл. У жовтні 2022 оголосила про другу вагітність і 2 квітня 2023 народиоа дочку Лорелай.

## Кар'єра
Патті Мурін розпочала кар'єру в «Регіональний театр США», зігравши Полі в «Crazy for You» у Форт-Лодердейл, штат Флорида.  Її дебют на Бродвеї відбувся у 2005 році на сценічному концерті Елізабет Діггз, Тома Джонса, Гарві Шмідта сценічний мюзикл «Mirette» з «Йоркська театральна компанія». Далі вона зіграла Бель в національному гастролі «Красуня і чудовисько» (2006)  і Донну Джордж у 2007 році. У своїй наступній виставі на Бродвеї зіграла головну роль «Lysistrata Jon» у 2012 році. Серед інших ролей у регіональних та інших сценічних постановках вона зіграла Глінуа в першому національному турі «Злий» (2012–2013). Втілила патологоанатомку Ніну Шор у телевізійному серіалі «Медики Чикаго», до якого приєдналась у 2016 році і який вийшов у 2017 році. Мурін грала Принцесу Анну у мюзиклі "Заморожений», який відкрився на Бродвеї у «St. James Theatre» у березні 2018. Мурін брала участь у розробці мюзиклу, виступаючи як Анна під час читання та постановок, а також грала Анну під час випробувань мюзиклу 2017 року за містом у приміщенні «Театр Бюелла». Морін зіграла свій остаточний виступ у ролі 16 лютого 2020 року, і її замінить Макензі Курц. Вона з'являється у Hallmark Channel фільмі "Кохання в Ісландії" зі своїм чоловіком Коліном Доннеллом, який вийшов у ефір у січні 2020 року

## Фільмографія
| Рік       | Українська назва       | Оригінальна назва  | Роль      | Примітки           |
| --------- | ---------------------- | ------------------ | --------- | ------------------ |
| 2012      | Перш ніж ми це зробили | Before We Made It  | Анна      | Телевізійний фільм |
| 2012—2016 | Королівські болі       | Royal Pains        | Ана / Ава | 2 епізоди          |
| 2016—2019 | Медики Чикаго          | Chicago Med        | Ніна Шор  | Періодична роль    |
| 2018      | Пожежники Чикаго       | Chicago Fire       | Ніна Шор  | 1 епізод           |
| 2019      | Свято для Героїв       | Holiday for Heroes | Пем       | Телевізійний фільм |
| 2020      | Кохання на Ісландії    | Love on Iceland    | Ізабелла  | Телевізійний фільм |